# Premesbergbach
Der Premesbergbach ist ein rund 2,5 Kilometer langer linker Nebenfluss des Liebochbaches in der Steiermark. Er entspringt nördlich des Hauptortes von Hitzendorf, nordöstlich der Rotte Neusteinberg-Premesberg, westlich der Ortslage Oberberg und nordnordwestlich des Hofes Heindl und fließt zuerst in einen flachen Rechts- und dann in einen flachen aber langgezogenen Linksbogen insgesamt nach Südwesten. Nordwestlich des Ortes Hitzendorf mündet er etwas westlich der L336 in den Liebochbach.
Vom Premesbergbach zweigte früher der Mühlkanal der Ulzmühle ab. Dieser ist auf älteren Karten noch als etwa 700 Meter langer Unterlauf eingezeichnet, welcher südlich der Ulzmühle in den Liebochbach mündete. Der Mühlkanal führt kein Wasser mehr, ist aber noch im Gelände erkennbar.